# Melian EP
Melian EP es el primer EP de la banda argentina de Post Hardcore, Melian (banda). 
El EP cuenta con 4 temas.

## Canciones
| N.º | Título                              | Duración |  |
| 1.  | «Anatomía de un corazón roto»       | 03:18    |  |
| 2.  | «La imagen del silencio»            | 02:45    |  |
| 3.  | «Mecanismo de autodestrucción»      | 03:19    |  |
| 4.  | «Mi caída en el abismo de tus ojos» | 03:31    |  |

## Integrantes
- Hernan Rodríguez - voz principal y guitarra eléctrica (2008- )
- Alejandro Richter - bajo (2008-2013 )
- Alejandro Picardi - batería (2008- )
- Martín Beas Nuñez - Gritos y guitarra eléctrica (2008- )

- Datos: Q20016043